# 코체리노보

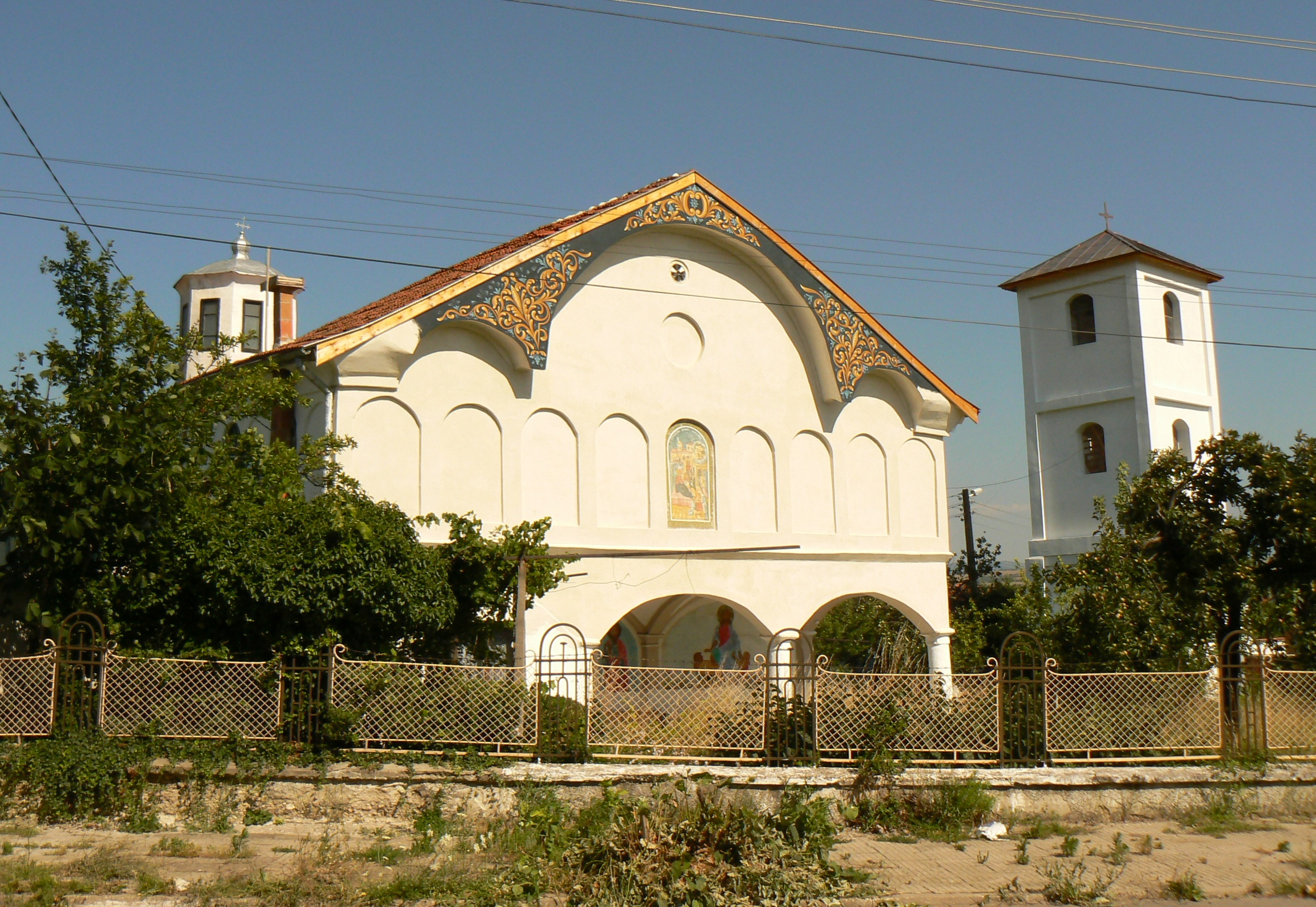
코체리노보 교회

코체리노보(불가리아어: Кочериново, Kocherinovo)는 불가리아 큐스텐딜주의 도시로 높이는 392m, 인구는 2,443명(2008년 기준)이다. 불가리아의 수도인 소피아에서 남쪽으로 약 100km, 블라고에브그라드에서 북쪽으로 8km 정도 떨어진 곳에 위치한다.